# Осіна-Велика
Осіна-Велика (пол. Osina Wielka) — село в Польщі, у гміні Зембіце Зомбковицького повіту Нижньосілезького воєводства.
Населення — 318 осіб (2011).
У 1975-1998 роках село належало до Валбжиського воєводства.

## Демографія
Демографічна структура станом на 31 березня 2011 року:
|          | Загалом | Допрацездатний вік | Працездатний вік | Постпрацездатний вік |
| -------- | ------- | ------------------ | ---------------- | -------------------- |
| Чоловіки | 154     | 31                 | 106              | 17                   |
| Жінки    | 164     | 22                 | 98               | 44                   |
| Разом    | 318     | 53                 | 204              | 61                   |